# Gymnomyces abietis
Gymnomyces abietis är en svampart som beskrevs av Trappe & Castellano 2000. Gymnomyces abietis ingår i släktet Gymnomyces och familjen kremlor och riskor.   Inga underarter finns listade i Catalogue of Life.